# Phaeoptyx conklini
Phaeoptyx conklini är en fiskart som först beskrevs av Silvester, 1915.  Phaeoptyx conklini ingår i släktet Phaeoptyx och familjen Apogonidae. Inga underarter finns listade i Catalogue of Life.